# Ryfors
Ryfors är en tidigare bruksort vid Tidan i Nykyrka socken i Mullsjö kommun.

## Historik
Ryfors bruk grundades år 1742, och år 1798 anlades en masugn, som var i bruk till 1827. Sedan en plåthammare förvärvades år 1837, inleddes tillverkning av stångjärn. Stångjärnstillverkningen upphörde 1906.
Under senare delen av 1800-talet gick bruket gradvis över till skogsavverkning, sågverksdrift och koltillverkning. Bruket kom år 1827 i släkten Sagers ägo. Det anlades även kraftstationer, vilka försåg orten Mullsjö med elström. Omkring sekelskiftet 1900 inköptes gårdarna Margreteholm och Nääs och jordbruk blev en större del av bruket, bland annat blev det avelscentrum för ayrshirekor.
År 1919 delades bruket upp i Ryfors Bruk Nedre, ägt av Robert Sager, och Ryfors Bruk Övre, ägt av brodern Edvard Sager. År 1988 övertogs Ryfors Bruk Nedre av Adam Moltke-Huitfeldt, medan Ryfors Bruk Övre fortfarande ägs av familjen Sager.
I Ryfors anlades Sveriges första golfbana 1888, där nu Ryfors golfklubb har sin anläggning.

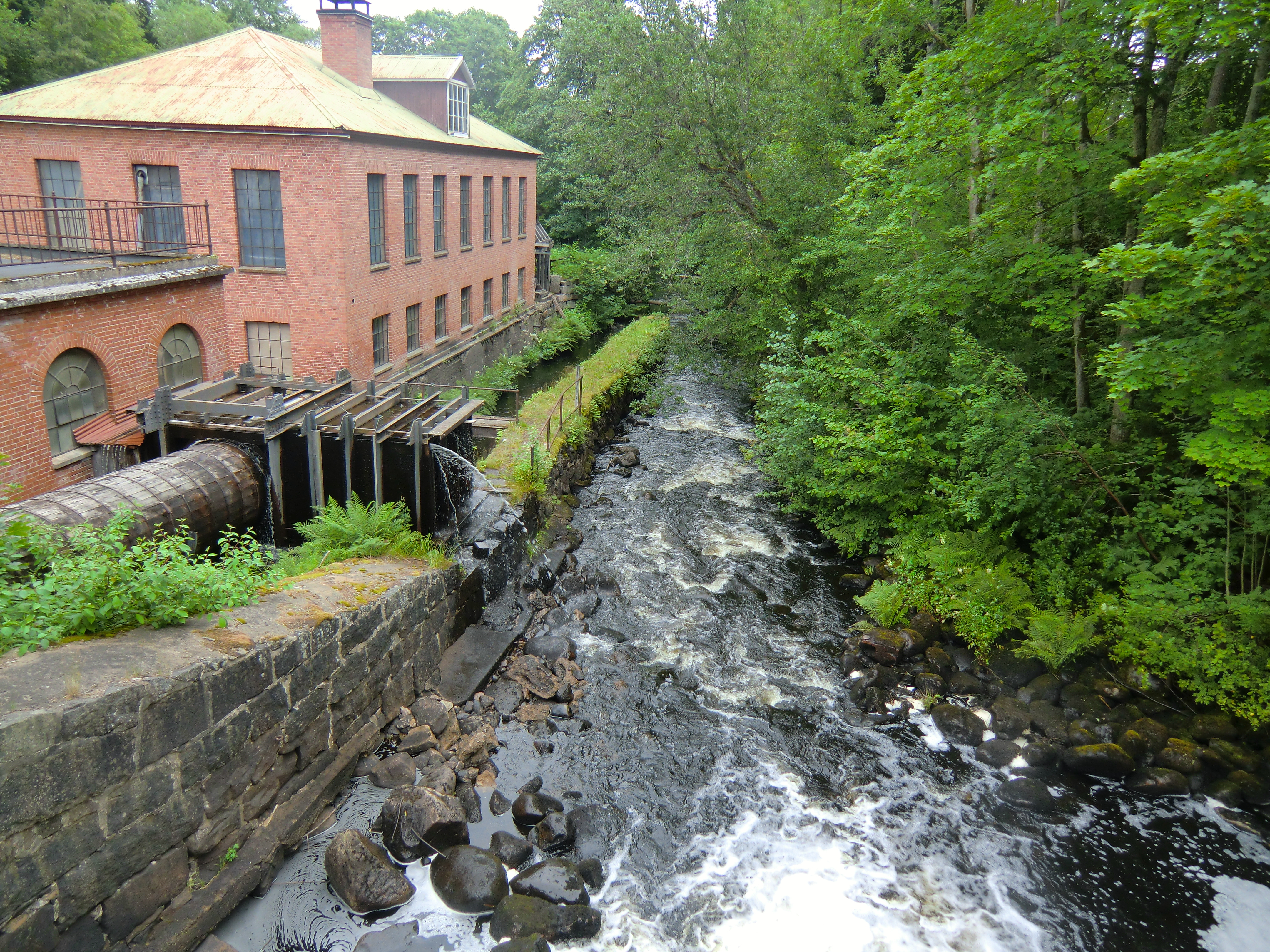
Tidan vid Ryfors bruk uppströms sjön Stråken.